# Josef Dvořák (generál, 1892, spojař)

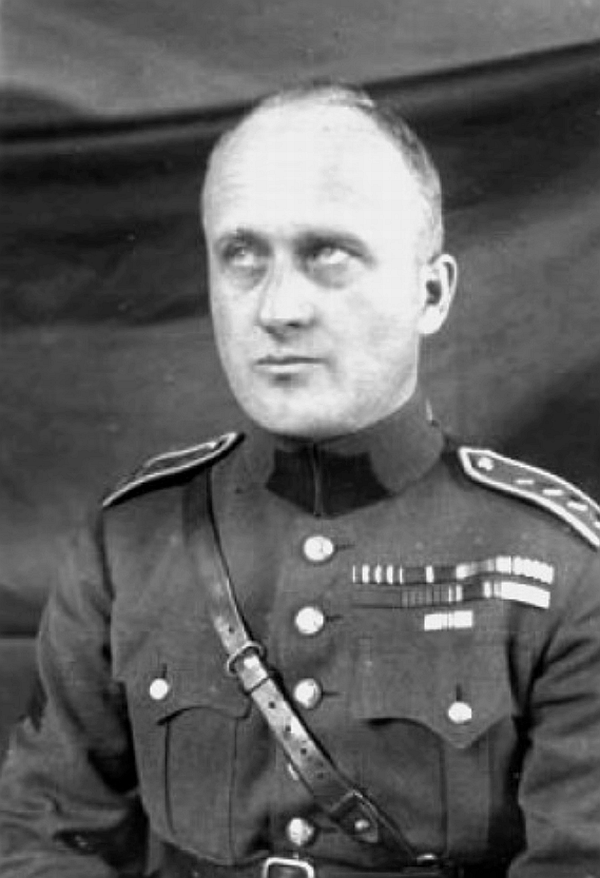
Plukovník Josef Dvořák – zakladatel Vojenských telegrafních dílen (VTD) Praha

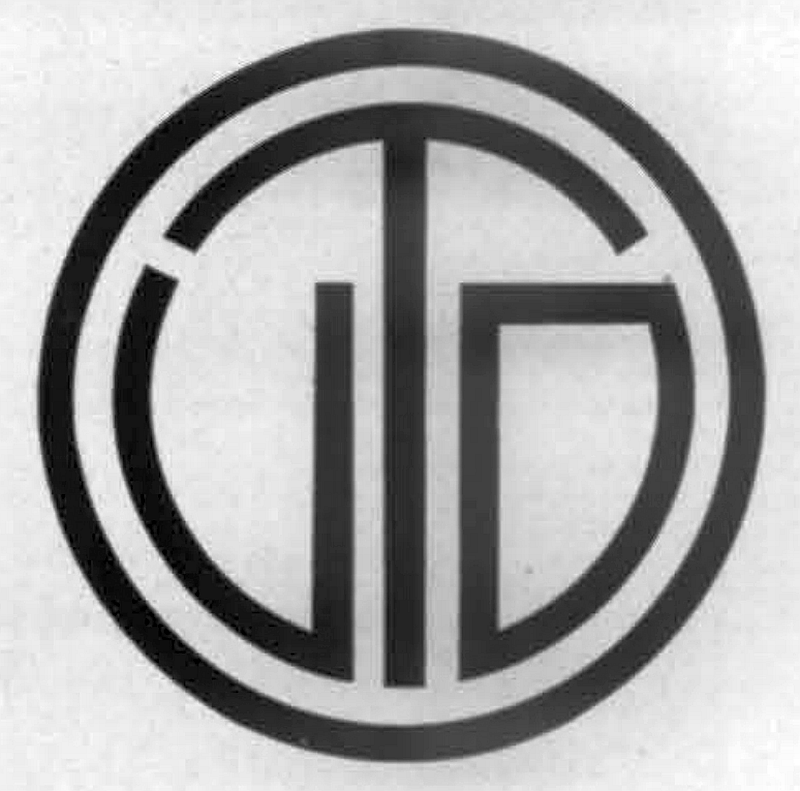
Znak Vojenských telegrafních dílen (VTD) užívaný mezi léty 1924 až 1939

Josef Dvořák (6. dubna 1892 Čimelice – 1. října 1960 Veletiny) byl během první světové války příslušníkem československých legií na Rusi a ve Francii. Po návratu do Československa dokončil studium na ČVUT v Praze (titul Ing.) a stal se důstojníkem prvorepublikové Československé armády. Prošel mnoha vysokými armádními funkcemi souvisejícími s telegrafním (spojovacím) oddělením Ministerstva národní obrany (MNO). Koncem dubna 1931 byl povýšen do hodnosti brigádního generála. Ve funkcích přednosty 21. (telegrafního) oddělení MNO a velitele telegrafního vojska řídil (z pozice nadřízeného orgánu) zakládání (květen 1923) a (až do roku 1927) činnost Vojenských telegrafních dílen (VTD) jakožto základní prvorepublikové platformy výzkumu a vývoje československé národní vojenské elektroniky. Po druhé světové válce na činnost VTD navázal Vojenský technický ústav elektroniky.

## Život

### Před první světovou válkou
Josef Dvořák se narodil 6. dubna 1892 v Čimelicích. V letech 1904 až 1911 absolvoval šestiletou státní reálnou školu v Písku. Po skončení střední školy zahájil v roce 1911 vysokoškolská studia na Českém vysokém učení technickém (ČVUT) v Praze, ale studium nedokončil. (Během studia bydlel v Praze na Vinohradech.) Po vypuknutí první světové války (v červenci 1914) musel po šesti semestrech studium na ČVUT přerušit a nastoupit do c. a k. Rakousko-uherské armády. Ve studiu na vysoké škole pokračoval až po skončení první světové války v první čtvrtině roku 1919 a završil jej získáním titulu inženýr.

### V první světové válce

#### V c. a k. rakousko-uherské armádě
Do rakousko–uherské armády narukoval v červenci 1914 jako jednoroční dobrovolník telegrafního pluku v rakouském Sankt Pöltenu, kde také od září 1914 do února 1915 prošel školou jednoročních dobrovolníků. V období od února do května 1915 vykonával funkci velitele čety náhradního praporu pěšího pluku číslo 91 (České Budějovice a Brück). Vojenskou hodnost kadet rakousko-uherské branné moci získal 18. února 1915 a do hodnosti praporčíka rakousko-uherské branné moci byl povýšen ještě v témže roce (1. října 1915). V květnu 1915 byl odvelen na východní frontu, kde až do října 1915 zastával funkci velitele telegrafní čety pěšího pluku číslo 15.

#### V československých legiích na Rusi
Dne 17. října 1915 Josef Dvořák padl v Rusku do zajetí a až do července 1917 pobýval v ruských zajateckých táborech. V jednom z těchto táborů podal dne 29. července 1916 přihlášku do československých legií. Jejich příslušníkem se stal od 1. srpna 1917, kdy byl v hodnosti vojína zařazen k 5. střeleckému pluku československých legií na Rusi. V ukrajinském Borispolu absolvoval (v době od července do září 1917) důstojnický kurs.

#### V československých legiích ve Francii
Někdy v období od září do listopadu 1917 byl Josef Dvořák převelení k československým legiím působícím na západních bojištích a byl přesunut (převelen) do Francie. Do československých legií ve Francii byl zařazen 14. listopadu 1917 a v období od listopadu 1917 do března 1918 absolvoval důstojnický spojovací kurs ve Vadenay (obec v departementu Marne ve Francii). Do hodnosti poručíka československých legií byl povýšen 1. března 1918. Ve Francii byl Josef Dvořák zpočátku (březen až květen 1918) zařazen na funkci spojovacího důstojníka velitelství 21. československého střeleckého pluku v Cognac (město na jihozápadě Francie). Povýšení do hodnosti nadporučíka čs. legií se dočkal 22. srpna 1918. Následně (od května 1918 do ledna 1919) působil coby spojovací důstojník 22. československého střeleckého pluku v Jarnac (obec v departementu Charente ve Francii). Ještě před koncem roku 1918 (25. listopadu 1918) získal hodnost kapitána čs. legií. Ve Francii zastihl Josefa Dvořáka konec první světové války (11. listopad 1918).

### Po první světové válce
Do nově konstituovaného Československa se vrátil v hodnosti kapitána československých legií. V Československu pak následovala repatriační a studijní dovolená (leden 1918 až březen 1919). V prvním kvartále roku 1919 Josef Dvořák úspěšně uzavřel svá vysokoškolská studia na ČVUT dosažením titulu Ing. a rozhodl se pro důstojnickou karieru vojáka z povolání v prvorepublikové československé armádě. Jeho legionářské působení bylo skončeno vyřazením ze stavu ke dni 31. prosince 1919.

### V prvorepublikové čs. armádě
Svoji karieru profesionálního vojáka zahájil Ing. Josef Dvořák v hodnosti kapitána telegrafního vojska, do níž byl povýšen 10. ledna 1919. Další povýšení jej čekalo záhy a sice 10. března 1919, kdy dosáhl vojenské hodnosti majora telegrafního vojska. Po dobu sedmi následujících měsíců (březen až říjen 1919) vykonával funkci přednosty Komunikačního oddělení Ministerstva národní obrany v Praze. V návazném období od října 1919 až do března 1922 zastával jednak funkci velitele 12. oddělení (telegrafního) a zároveň byl v téže době pověřen funkcí přednosty 12. oddělení (telegrafního) Ministerstva národní obrany v Praze. Ke konci tohoto období byl dne 31. ledna 1922 povýšen na podplukovníka telegrafního vojska.
Obdobný souběh funkcí vykonával od března 1922 do ledna 1927, kdy byl velitelem 21. oddělení (telegrafního) a současně byl i přednostou 22. oddělení (telegrafního) Ministerstva národní obrany v Praze. V tomto období (ke konci roku 1923) byl dne 31. prosince 1923 povýšen do hodnosti plukovníka telegrafního vojska.
Od ledna 1927 do října 1928 byl velitelem IV./2. oddělení (telegrafního) a přednostou IV./2. oddělení (telegrafního) Ministerstva národní obrany v Praze. V říjnu 1928 nastoupil plukovník Ing. Josef Dvořák ke studiu kurzu pro vyšší velitele v Praze, který úspěšně absolvoval v září 1929. Následovalo devítileté období od září 1929 do září 1938, během něhož byl současně velitelem IV./2. oddělení (telegrafního) a také přednostou IV/2. oddělení (telegrafního) Ministerstva národní obrany v Praze. V tomto období byl 29. dubna 1931 povýšen do generálské hodnosti (brigádní generál).
Za branné pohotovosti státu (v době od září 1938 do října 1938) působil jako velitel telegrafního vojska Hlavního velitelství. Poté až do května roku 1939 vykonával funkci přednosty IV/2. oddělení (telegrafního) Ministerstva národní obrany v Praze. V tomto období došlo 15. března 1939 k německé okupaci a ke vzniku Protektorátu Čechy a Morava. Prvorepubliková armáda byla v následujících několika měsících „rozpuštěna“ a vojáci z povolání byli dislokováni po celém území protektorátu, kde museli vykonávat ekonomické a řídící funkce v rámci protektorátní státní mašinérie. Brigádní generál Ing. Josef Dvořák byl k 1. říjnu 1939 penzionován a odešel do výslužby.

## Vyznamenání
- 1918:  Československý válečný kříž 1914-1918[2]
- 1919:  Válečný kříž[2]
- 1919:  Československá revoluční medaile[2]
- 1921:  Medaile vítězství[2]
- 1924:  Pamětní medaile na válku 1914-1918 (Medaille Commemorative de la Guerre de 1914-1918)[2]
- 1928:  Řád rumunské hvězdy, 4. třída (Ordinul Steaua României Ofițer)[2]

## Rodinný život
V lednu 1919 se během cesty vlakem Ing. Josef Dvořák (tehdy v hodnosti kapitána) seznámil se svojí budoucí manželkou – Věrou Niederlovou (1897–1976). Věra Niederlová cestovala tehdy spolu se svým otcem Luborem Niederlem na mírovou konferenci do Paříže.
Lubor Niederle (1865–1944) byl český slavista, antropolog, archeolog a etnograf/etnolog. Jeho manželkou byla Božena Niederlová (rozená Kramářová; 1870–1944). Manželé Niederlovi měli spolu celkem 5 dětí, prvorozený syn se jmenoval po otci Lubor Niederle (1895–1960), Věra byla druhorozená, třetím a čtvrtým potomkem byla dvojčata Marcel (1898–1991) a Miloš (1898–1979) a konečně pátým potomkem byl Vasil Niederle.
Manželé Josef a Věra Dvořákovi měli dvě dcery, Tamaru Dvořákovou (1920–2004) a Jiřinu Dvořákovou (* 1924). Když brigádní generál ve výslužbě Ing. Josef Dvořák upadl v nemilost komunistického režimu, přestěhoval se do Veletin, kde v někdejším letním sídle svého tchána žil až do své smrti 1. října 1960.

Josef Dvořák a další rodinní příslušníci
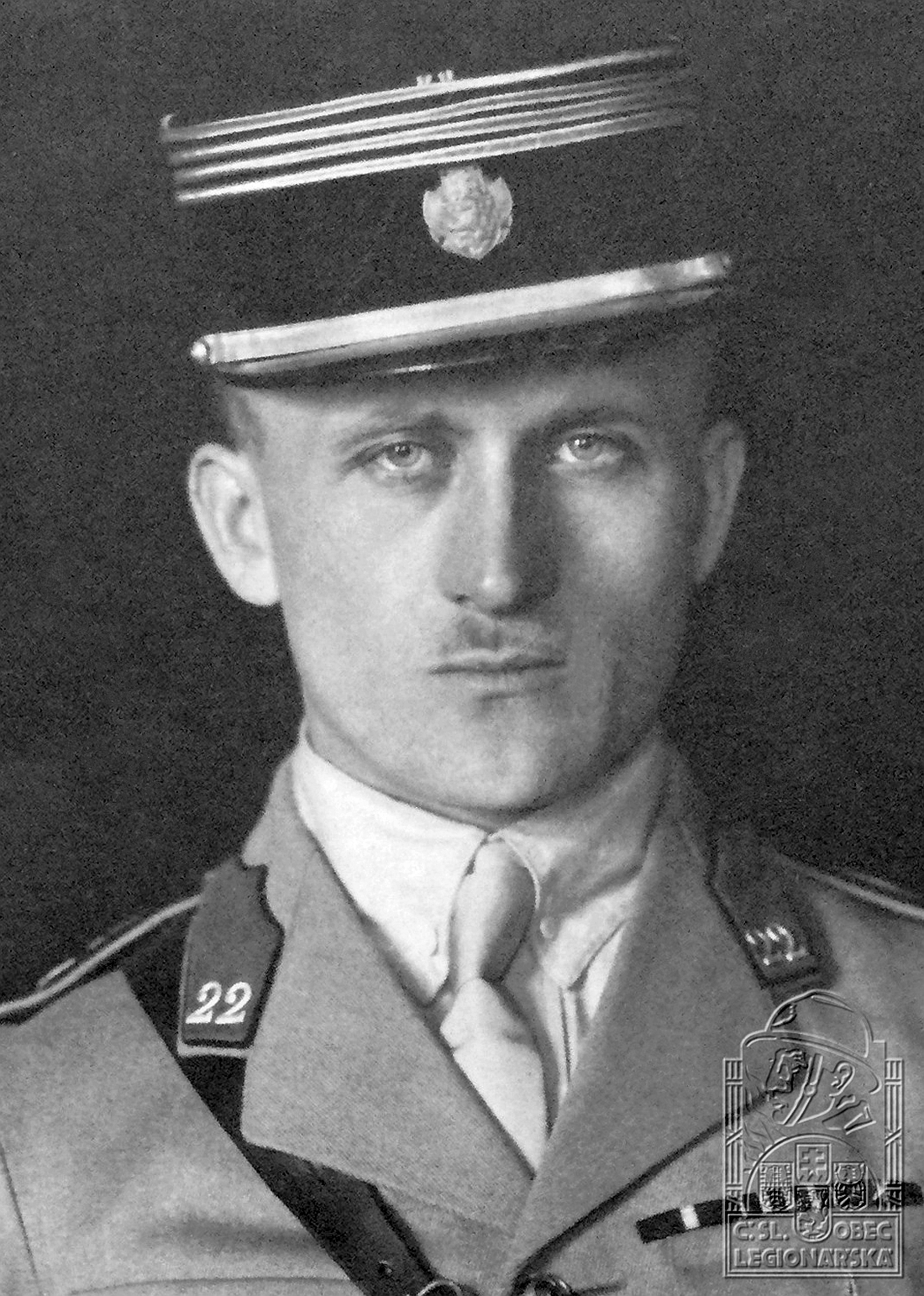
Josef Dvořák těsně po návratu z Francie, kde byl v řadách příslušníků československých legií
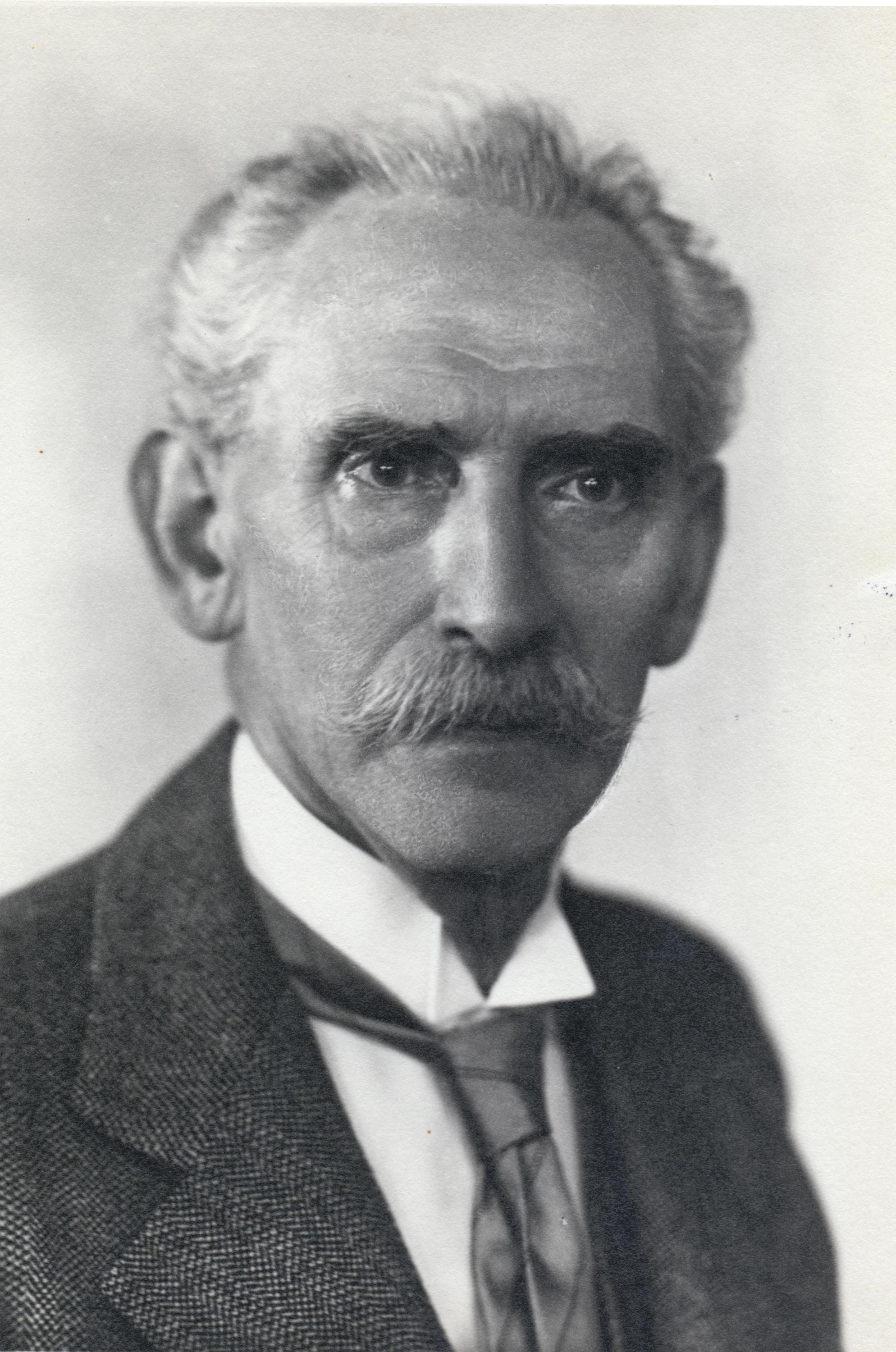
Dvořákův tchán Lubor Niederle (1865–1944) (foto rok 1937)
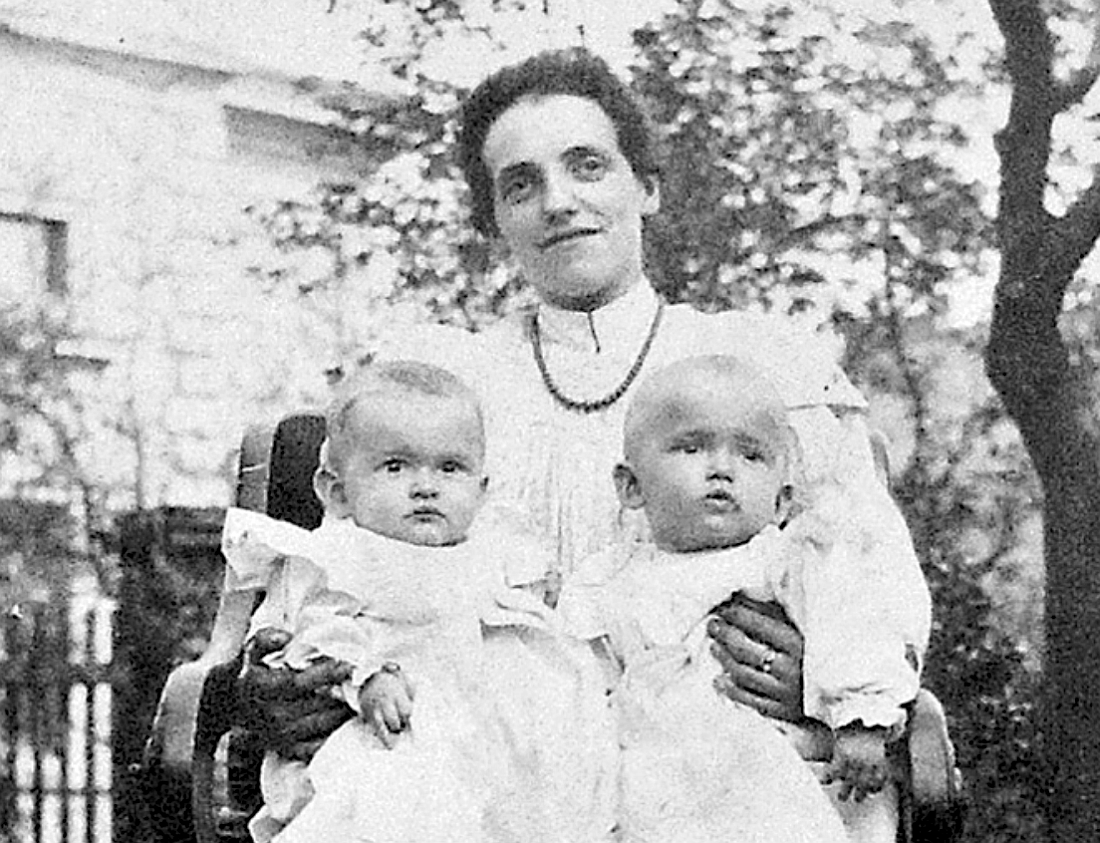
Dvořákova tchyně Božena Niederlová, rozená Kramářová (1870–1944) s dvojčaty Marcelem a Milošem (foto kolem roku 1899)